# Чжан Чжендун
Чжан Чжендун (кит.: 张呈栋; нар. 9 лютого 1989, Баодін, Хебей, Китай) — китайський футболіст, захисник та півзахисник клубу «Хебей Чайна Форчун» та національної збірної Китаю.

## Клубна кар'єра
Чжан Чендун розпочав свою футбольну кар'єру, виступаючи за молодіжну академію «Ляонін Хувін», допоки представник італійської Серії A «Мілан» не запросив талановитого китайця на перегляд у 2004 році. Після нетривалого періоду перебування в італійському клубі повернувся в «Ляонін» та був підвищений до першої команди, за яку дебютував 21 травня 2006 року в програному (0:5) поєдинку проти «Шаньдун Лунена». Після того як у сезоні 2008 року клуб понизився в класі, контракт Чжана не був продовжений; і хоча його вважали майбутньою зіркою клубу, він не зміг домовитись про новий контракт, який, на його думку, містив занадто низьку заробітну плату.
Перебуваючи без клубу, повернувся додому, щоб тренуватися, але згодом поїхав до Португалії, щоб запропонувати свої послуги, допоки представник третього дивізіону португальського чемпіонату «Мафра» вільним агентом підписав китайця 23 вересня 2009 року. Його швидко інтегрували в команду; однак лише одного разу, відзначився забитими м'ячами, оформивши свій перший в кар'єрі хет-трик 21 січня 2010 року, в програному (3:4) поєдинку Кубку Португалії 2009/10 проти «Спортінга».
У липні 2010 року перейшов до представника Прімейра-Ліги «Уніан Лейрія». Дебютував за команду 16 серпня 2010 року в нічийному (0:0) поєдинку проти «Бейра-Мар», ставши першим китайським футболістом, який зіграв у Прімейра-Лізі. Чжан справив хороше враження на «Бейра-Мар», за який відзначився 6-ма голами в 26-ти матчах. По завершенні сезону 2011/12 років «Бейра-Мар» та декілька команд вищого дивізіону були зацікавлені у підписанні з Чжендуном повноцінного контракту. Багато китайських команд вищого дивізіону також хотіли підписати його, але Чжан вирішив зайнятися працевлаштуванням поза межами Китаю. У серпні 2012 року перейшов до складу клубу Другої Бундесліги «Айнтрахт» (Брауншвейг). За нову команду дебютував 15 вересня 2012 року в переможному (1:0) поєдинку 5-го туру Другої Бундесліги проти «Яна» (Регенсбург), в якому Чжан вийшов на поле на 76-й хвилині замість Домі Кумбели. По завершенні сезону 2012/13 років «Айнтрахт» виборов путівку до Бундесліги
22 липня 2013 року перейшов до складу «Бейцзін Сінобо Гоань» з китайської Суперліги. Дебютував за команду 25 серпня 2013 року в переможному (4:0) поєдинку проти «Далянь Їфана». Першим голом у новій команді відзначився 17 травня 2014 року в програному (1:2) поєдинку проти «Шанхай Шеньсін». 21 липня 2015 року відправився в оренду до завершення сезону 2015/16 років у клуб іспанської Ла-Ліги «Райо Вальєкано». Дебютував у футболці «Райо» 5 грудня 2015 року в переможному (2:0) поєдинку Кубку Іспанії проти «Хетафе». 30 грудня 2015 року вийшов на поле в програному (0:2) поєдинку проти мадридського «Атлетіко», ставши першим китайським футболістом у Ла-Лізі.
13 січня 2017 року Чжан перейшов до клубу вищого дивізіону «Хебей Чайна Форчун» за рекордну для китайського чемпіонату суму 20,44 мільйони євро. Дебютував за команду 5 березня 2017 року в нічийному (0:0) поєдинку проти «Хенань Цзяньє». Дебютним голом за команду відзначився 29 квітня 2017 року в переможному (4:0) поєдинку проти «Тяньцзінь Теда».

## Кар'єра в збірній
У футболці національної збірної Китаю дебютував 3 березня 2010 року в програному (0:2) поєдинку проти Португалії, але ФІФА не визнала цей матч офіційним. На офіційному рівні дебютував за збірну Китаю 6 жовтня 2011 року в переможному (2:1) поєдинку проти ОАЕ.

## Статистика виступів

### Клубна
Станом на 28 вересня 2020
| Клуб                             | Сезон             | Ліга                | Ліга  | Ліга | Національний кубок | Національний кубок | Кубок Ліги | Кубок Ліги | Континентальний кубок | Континентальний кубок | Загалом | Загалом |
| Клуб                             | Сезон             | Дивізіон            | Матчі | Голи | Матчі              | Голи               | Матчі      | Голи       | Матчі                 | Голи                  | Матчі   | Голи    |
| -------------------------------- | ----------------- | ------------------- | ----- | ---- | ------------------ | ------------------ | ---------- | ---------- | --------------------- | --------------------- | ------- | ------- |
| «Ляонін Хувін»                   | 2006              | Китайська Суперліга | 4     | 1    | 0                  | 0                  | -          | -          | -                     | -                     | 4       | 1       |
| «Ляонін Хувін»                   | 2007              | Китайська Суперліга | 2     | 0    | -                  | -                  | -          | -          | -                     | -                     | 2       | 0       |
| «Ляонін Хувін»                   | 2008              | Китайська Суперліга | 3     | 1    | -                  | -                  | -          | -          | -                     | -                     | 3       | 1       |
| «Ляонін Хувін»                   | Загалом           | Загалом             | 9     | 2    | 0                  | 0                  | 0          | 0          | 0                     | 0                     | 9       | 2       |
| «Мафра»                          | 2009-10           | Сегунда-Ліга        | 28    | 4    | 1                  | 3                  | 0          | 0          | -                     | -                     | 29      | 7       |
| «Уніан Лейрія» (оренда)          | 2010-11           | Прімейра-Ліга       | 14    | 2    | 0                  | 0                  | 2          | 0          | -                     | -                     | 16      | 2       |
| «Бейра-Мар» (оренда)             | 2011-12           | Прімейра-Ліга       | 26    | 6    | 0                  | 0                  | 0          | 0          | -                     | -                     | 26      | 6       |
| «Айнтрахт» (Брауншвейг) (оренда) | 2012-13           | Друга Бундесліга    | 12    | 0    | 0                  | 0                  | -          | -          | -                     | -                     | 12      | 0       |
| «Бейцзін Сінобо Гоань»           | 2013              | Китайська Суперліга | 8     | 0    | 3                  | 0                  | -          | -          | 0                     | 0                     | 11      | 0       |
| «Бейцзін Сінобо Гоань»           | 2014              | Китайська Суперліга | 24    | 2    | 3                  | 0                  | -          | -          | 4                     | 0                     | 31      | 2       |
| «Бейцзін Сінобо Гоань»           | 2015              | Китайська Суперліга | 8     | 0    | 1                  | 0                  | -          | -          | 6                     | 0                     | 15      | 0       |
| «Бейцзін Сінобо Гоань»           | Загалом           | Загалом             | 40    | 2    | 7                  | 0                  | 0          | 0          | 10                    | 0                     | 57      | 2       |
| «Райо Вальєкано» (оренда)        | 2015-16           | Ла-Ліга             | 1     | 0    | 3                  | 0                  | -          | -          | -                     | -                     | 4       | 0       |
| «Бейцзін Сінобо Гоань»           | 2016              | Китайська Суперліга | 22    | 0    | 0                  | 0                  | -          | -          | -                     | -                     | 22      | 0       |
| «Хебей Чайна Форчун»             | 2017              | Китайська Суперліга | 28    | 3    | 2                  | 0                  | -          | -          | -                     | -                     | 30      | 3       |
| «Хебей Чайна Форчун»             | 2018              | Китайська Суперліга | 24    | 4    | 2                  | 1                  | -          | -          | -                     | -                     | 26      | 5       |
| «Хебей Чайна Форчун»             | 2019              | Китайська Суперліга | 29    | 0    | 0                  | 0                  | -          | -          | -                     | -                     | 29      | 0       |
| «Хебей Чайна Форчун»             | 2020              | Китайська Суперліга | 13    | 1    | 0                  | 0                  | -          | -          | -                     | -                     | 13      | 1       |
| «Хебей Чайна Форчун»             | Загалом           | Загалом             | 94    | 8    | 4                  | 1                  | 0          | 0          | 0                     | 0                     | 98      | 9       |
| Усього за кар'єру                | Усього за кар'єру | Усього за кар'єру   | 246   | 24   | 17                 | 4                  | 0          | 0          | 10                    | 0                     | 263     | 28      |

### По роках
| Національна збірна | Національна збірна | Національна збірна |
| Рік                | Матчі              | Голи               |
| ------------------ | ------------------ | ------------------ |
| 2011               | 4                  | 0                  |
| 2012               | 0                  | 0                  |
| 2013               | 0                  | 0                  |
| 2014               | 9                  | 0                  |
| 2015               | 8                  | 0                  |
| 2016               | 2                  | 0                  |
| 2017               | 0                  | 0                  |
| 2018               | 6                  | 0                  |
| 2019               | 3                  | 0                  |
| Загалом            | 32                 | 0                  |

#### По матчах
| Дата       | Місто    | Господарі      | Результат | Гості      | Турнір                       | Голи | Примітки |
| ---------- | -------- | -------------- | --------- | ---------- | ---------------------------- | ---- | -------- |
| 07-01-2019 | Аль-Айн  | КНР            | 2 – 1     | Киргизстан | Кубок Азії 2019 - 1-й етап   | -    | 89'      |
| 16-01-2019 | Абу-Дабі | Південна Корея | 2 – 0     | КНР        | Кубок Азії 2019 - 1-й етап   | -    | 21'      |
| 24-01-2019 | Абу-Дабі | КНР            | 0 – 3     | Іран       | Кубок Азії 2019 - 1/4 фіналу | -    |          |
| Усього     |          | Матчів         | 3         |            | Голів                        | 0    |          |

## Досягнення
«Ляонін Хувін»
- Перша ліга Китаю
  -  Чемпіон (1): 2009

«Айнтрахт» (Брауншвейг)
- Друга Бундесліга
  -  Чемпіон (1): 2012/13